# We Will Rave
We Will Rave è un singolo della cantante austriaca Kaleen, pubblicato il 1º marzo 2024.

## Descrizione
Il brano è stato scritto e composto da Anderz Wrethov, Jimmy Thörnfeldt, Julie Aagaard e Thomas Stengaard. Prima della pubblicazione, Kaleen ha descritto la canzone come una "traccia pop ispirata alla techno". Molti media hanno presentato il pezzo come un omaggio all'Eurodance degli anni '90.

## Promozione
Il 14 giugno 2023, l'emittente radiotelevisiva austriaca ORF ha confermato la propria intenzione di selezionare il rappresentante nazionale all'Eurovision Song Contest 2024 tramite una selezione interna. Una lista ristretta di 14 artisti è stata valutata da una giuria e da diversi fanclub. I risultati della selezione, inizialmente previsti per dicembre, sono stati posticipati di un mese; il 16 gennaio 2024, Kaleen è stata ufficialmente annunciata come rappresentante dell'Austria all'Eurovision Song Contest 2024 nel programma radiofonico Ö3-Wecker su Hitradio Ö3.
Il 23 febbraio, l'artista ha rilasciato un estratto di 30 secondi della canzone a fini promozionali. Tuttavia, la demo della canzone è trapelata sul web diverse settimane prima della sua uscita ufficiale; la Kreissl sostiene che la versione finale sia stata infine modificata per adattarla meglio allo stile eurovisivo. La canzone è stata ufficialmente pubblicata il 1º marzo.

## Video musicale
Il videoclip del brano, caricato il 4 marzo 2024, è stato girato a Los Angeles sotto la regia di Jordan Rossi. Le riprese, avvenute in vari ambienti all'interno di un magazzino industriale, traggono ispirazione dall'iconico stile dei video musicali della fine degli anni '90 e dell'inizio degli anni 2000.

## Tracce
Testi e musiche di Anderz Wrethov, Jimmy Thörnfeldt, Julie Aagaard e Thomas Stengaard.
1. We Will Rave – 3:05

## Classifiche
| Classifica (2024) | Posizione massima |
| ----------------- | ----------------- |
| Austria           | 18                |
| Grecia            | 29                |
| Lituania          | 30                |
| Svizzera          | 75                |